# Cherished
Cherished − czternasty solowy album amerykańskiej piosenkarki Cher. Został wydany we wrześniu 1977 roku nakładem wytwórni Warner Bros.
Cherished jest ostatnim albumem Cher wyprodukowanym przez Snuffa Garretta. Krążek sprzedał się w bardzo niskim nakładzie i nie znalazł się na listach przebojów. Ponadto, Cher była niezadowolona z ostatecznych wyników albumu, a w jednym z wywiadów powiedziała, że nigdy nie czerpała przyjemności z tworzenia tego albumu i zrobiła to tylko z powodu umowy z Warner Bros.
Podobnie jak w przypadku pozostałych dwóch albumów wydanych nakładem wytwórni Warner Bros., Cherished nigdy nie miał legalnej reedycji w żadnym formacie. Według Billboard Cher jest właścicielem praw autorskich do tego albumu, a Warner nie miał prawa do wznowienia albumu.

## Lista utworów
| Pierwsza strona | Pierwsza strona               | Pierwsza strona                              | Pierwsza strona |
| Nr              | Tytuł utworu                  | Autorzy                                      | Długość         |
| --------------- | ----------------------------- | -------------------------------------------- | --------------- |
| 1.              | „Pirate”                      | Steve Dorff, Larry Herbstritt, Gary Harju    | 3:10            |
| 2.              | „He Was Beautiful”            | Gloria Sklerov, Harry Lloyd                  | 2:51            |
| 3.              | „War Paint and Soft Feathers” | Cloretta Kay Miller, Sandy Pinkard, Al Capps | 3:03            |
| 4.              | „Love the Devil Out of Ya”    | John Durrill, Doc Pomus                      | 2:15            |
| 5.              | „She Loves to Hear the Music” | Peter Allen, Carole Bayer Sager              | 3:10            |
|                 |                               |                                              | 14:29           |

| Druga strona | Druga strona        | Druga strona                  | Druga strona |
| Nr           | Tytuł utworu        | Autorzy                       | Długość      |
| ------------ | ------------------- | ----------------------------- | ------------ |
| 1.           | „L.A. Plane”        | Harju, Herbstritt             | 3:38         |
| 2.           | „Again”             | Joe Allen                     | 2:30         |
| 3.           | „Dixie”             | Durrill, Pinkard              | 2:26         |
| 4.           | „Send the Man Over” | Cliff Crofford, Snuff Garrett | 3:47         |
| 5.           | „Thunderstorm”      | Durrill, Pinkard              | 2:35         |
|              |                     |                               | 14:56        |

## Personel
- Cher – główny wokal
- Steve Dorff, Al Capps – keyboard
- Snuff Garrett – producent muzyczny
- Lenny Roberts – inżynier dźwięku
- Randy Tominaga – asystent inżyniera dźwięku
- Taavi Mote – asystent inżyniera dźwięku
- Harry Langdon – zdjęcia